# Johann Arbogast von Annenberg

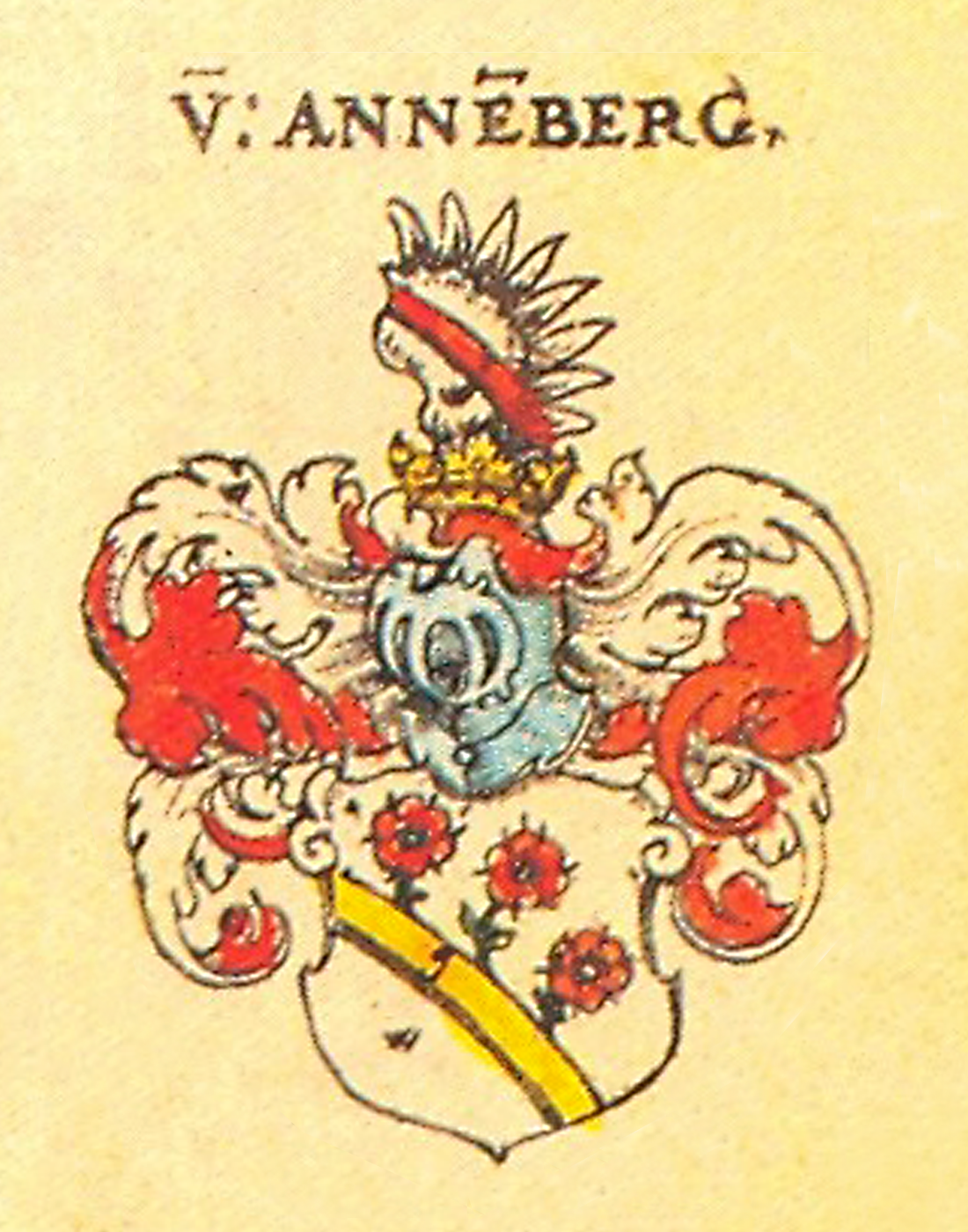
Wappen derer von Annenberg

Johann Arbogast von Annenberg (* um 1590 in Latsch in Tirol; † 28. Juni 1645 in Glatz) war Kommandant der Festung Glatz und 1633–1645 Landeshauptmann der bis 1742 bzw. 1763 böhmischen Grafschaft Glatz.

## Leben
Johann Arbogast entstammte dem Tiroler Adelsgeschlecht von Annenberg. Sein Vater war der Kaiserliche Rat und Viertelhauptmann Mathias von Annenberg, welcher am 9. September 1604 mit dem Prädikat „Freiherr von Annenberg auf Dornsberg, Herr der Burg Latsch“ in den Reichsfreiherrenstand erhoben wurde.
Als treuer Gefolgsmann der Habsburger Landesherren von Böhmen diente er dem Breslauer Bischof Erzherzog Karl von Österreich als Kämmerer. Durch die Heirat 1616 mit Juliana von Damitz, Witwe des Freiherrn Friedrich von Tschirnhaus gelangte er an die Herrschaft Schönfeld in der Grafschaft Glatz, die jedoch schon ein Jahr später David Heinrich von Tschirnhaus, ein Bruder des Friedrich, gewaltsam an sich brachte. Auf landesherrlichen Befehl musste David Heinrich von Tschirnhaus am 26. April 1618 die Herrschaft Schönfeld wieder an Johann Arbogast von Annenberg abtreten. Nach dem kurz darauf erfolgten Ständeaufstand in Böhmen wurde Johann Arbogast, der ein bekennender Katholik war, aus Schönfeld vertrieben. Erst als die Kaiserlichen im Dreißigjährigen Krieg die Grafschaft Glatz rückeroberten, wurde ihm am 29. April 1623 die Herrschaft Schönfeld zurückgegeben. Nachfolgend mussten die lutherischen Prediger die Herrschaft Schönfeld verlassen.    
Am 12. Juni 1624 erwarb Johann Arbogast vom Erzherzog Karl, Bischof zu Breslau, dem damaligen Genusshaber der Grafschaft Glatz, die Herrschaft Arnsdorf, deren Güter dem Heinrich von Ratschin (Raczin) wegen dessen Beteiligung am Ständeaufstand von 1618 konfisziert worden waren. Bereits am 14. Dezember 1624 wurde das Arnsdorfer Lehen durch den böhmischen Landesherrn Ferdinand II. ins Erbe gesetzt. 1625 erwarb Johann Arbogast vom Erzherzog Karl den Mittelhof in Alt-Lomnitz, das verlassene Stammgut des zur Auswanderung gezwungenen Wilhelm von Pannwitz (1594–1629). Seit der Rückeroberung der Grafschaft Glatz durch die Kaiserlichen 1624 war Johann Arbogast von Annenberg als Obrist Kommandant der Festung Glatz. Im Februar 1633 wurde er zum Landeshauptmann der Grafschaft Glatz berufen und am 26. Februar 1636 von Kaiser Ferdinand II. in den Reichsgrafenstand erhoben.
Johann Arbogast starb in Glatz und wurde in der dortigen Pfarrkirche Mariä Himmelfahrt bestattet. Erbe von Schönfeld und Arnsdorf (dem späteren Grafenort) wurde sein Sohn Carl Heinrich Reichsgraf von Annenberg. Dieser verkaufte die Herrschaft Schönfeld 1653 dem Reichsgrafen Michael Ferdinand von Althann auf Grulich, Mittelwalde und Wölfelsdorf, der sich mit Johann Arbogasts Witwe Barbara Katharina vermählte. Die Herrschaft Arnsdorf gelangte 1651 an Johann Friedrich von Herberstein, der Johann Arbogasts Tochter Maria Maximiliane geheiratet hatte.

## Familie
1616 vermählte er sich mit Juliana von Damitz, Witwe des Freiherrn Friedrich von Tschirnhaus. Nach dem Tod seiner Frau Juliana 1625 heiratete Johann Arbogast die Freiin Marjana von Mettich, die am 8. Mai 1630 verstarb. In dritter Ehe vermählte er sich mit Barbara Katharina geborene Freiin von Trauttmansdorff. Seine Kinder waren:  
1. Carl Heinrich Graf von Annenberg (* 1625)
2. Maria Maximiliane Gräfin von Annenberg (1629–1664); ⚭ Graf Johann Friedrich von Herberstein
3. Johann Arbogast Graf von Annenberg (* 1630)